# Gelanor insularis
Gelanor insularis là một loài nhện trong họ Mimetidae.
Loài này thuộc chi Gelanor. Gelanor insularis được Cândido Firmino de Mello-Leitão miêu tả năm 1929.